# Пушкинская ГРС
Пушкинская газораздаточная станция — газонаполнительная станция в Пушкинском районе Московской области. Работает с 1959 года, является одной из первых газонаполнительных станций Подмосковья. Первоначально именовалась Калининградской газонаполнительной станцией, с середины 60-х годов — Пушкинской газонаполнительной станцией, современное название получила в 1988 году.

## История

### 1959 — середина 1970-х

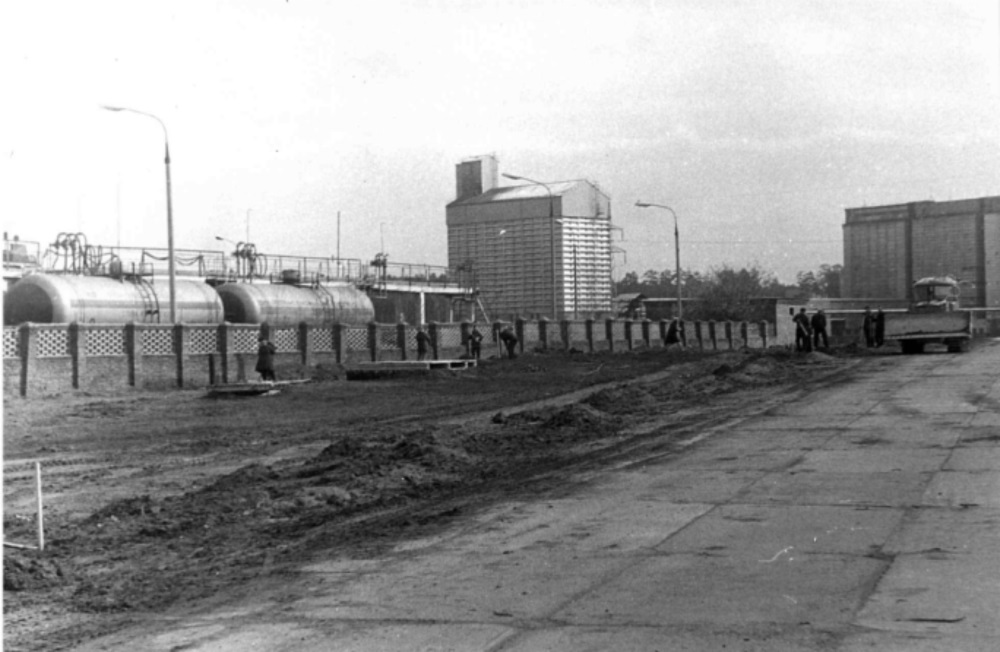
Строительство второй очереди Пушкинской ГРС (1970—1974)

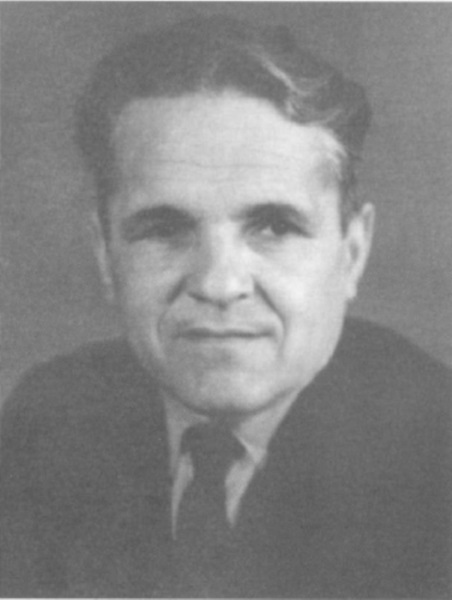
Михаил Александрович Баринов, директор Пушкинской ГРС в период с 1961 по 1975 год

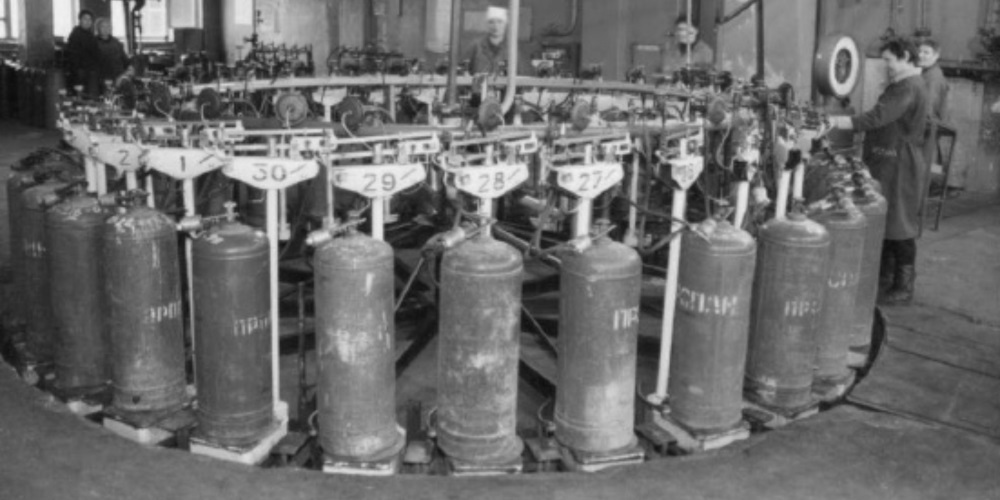
Карусельный агрегат для заправки газовых баллонов. Около 1974 года

С ростом промышленности и сельского хозяйства Московской области в послевоенные годы значительно увеличилось потребление природного газа в качестве источника тепловой энергии. В 1955 году Подмосковье начало получать газ по магистральным газопроводам «Саратов — Москва» и «Тула — Москва», в 1956 — по газопроводу «Ставрополь — Москва», позднее начались поставки по газопроводам «Краснодарский край — Ростов-на-Дону — Луганск — Серпухов» и «Серпухов — Воскресенск — Ногинск — Дмитров — Клин — Волоколамск».
Указом Совета министров РСФСР от 15 марта 1958 года «Об обеспечении природным газом городов, населённых пунктов и промышленных предприятий Московской области» было создано Управление газового хозяйства Московской области, выступившее учредителем межрайонных трестов, предназначенных для проведения газификации и обслуживания газового хозяйства населённых пунктов подведомственных районов.
Для обеспечения аграрных районов, проведение газопровода в которые было экономически нецелесообразно или технологически затруднено, была создана сеть газонаполнительных станций с резервуарами для хранения сжиженного природного газа. Станции снабжались нефтеперерабатывающими предприятиями и организовывали доставку газа в баллонах или автоцистернах до потребителей или склада обмена баллонов.
Первыми из запланированных 6 станций начали работу Калининградская и Дубнинская. Московский областной Совет депутатов трудящихся утвердил план строительства Калининградской ГНС 23 апреля 1959 года, станция была введена в эксплуатацию 3 апреля 1961 года и достигла плановых показателей к 1962. Имея проектную мощность 6000 тонн сжиженного газа в год, она обслуживала жилой сектор Калининграда (с 1996 года — Королёв), в административном подчинении которого находилась, Пушкино, Загорска (с 1991 года — Сергиев Посад) и Щелковского района. В результате территориальных преобразований области станция перешла в подчинение Пушкинского района и стала называться Пушкинской.
В результате интенсивной газификации Подмосковья к 1964 году станция обслуживала 40 тысяч квартир — вдвое больше первоначального плана, но оборудование станции было непригодно для наполнения получивших распространение баллонов ёмкостью 5 литров. Решение о реконструкции было принято в 1968 году, работы прошли в 1970—1974 годах. Большую роль в модернизации станции сыграл заслуженный рационализатор РСФСР Михаил Александрович Баринов, возглавлявший предприятие с 1961 по 1975 год. В числе его изобретений и рационализаторских предложений были карусельные агрегаты для наполнения баллонов, линии транспортировки, передвижной пункт обмена портативных баллонов, размещение бурового станка на автомобилях аварийной службы, названный его именем «аппарат Баринова» для проведения врезки без предварительного снижения давления в трубе.

### Середина 1970-х — конец 1980-х
В рамках реконструкции котельная станции была переоборудована на сжиженный газ, были возведены административный корпус и дом для сотрудников, гараж и платформа для хранения и отпуска баллонов. В силу нехватки производственных мощностей крупных заводов, в начале 70-х годов на базе трестов и станций газового хозяйства Московской области было развёрнуто производство запчастей бытового газового оборудования, Пушкинская ГНС наладила выпуск уплотнительных колец для клапанов и вентилей.
К середине 80-х годов рост потребления газового топлива промышленными предприятиями значительно повысил нагрузку на станцию, но Пушкинская ГНС продолжала обслуживать Мытищинский, Калининградский, Загорский (с 1991 года — Сергиево-Посадский), Пушкинский, Красногорский, Истринский, Клинский, Солнечногорский, Щёлковский, Балашихский, Химкинский районы, Лобню и Зеленоград.
В марте 1987 года Управление газового хозяйства Московской области было упразднено, его функции были переданы подотчётному Главному управлению Мособлисполкома производственному объединению «Мособлгаз», в управление которого перешли межрайонные тресты газового хозяйства и газонаполнительные станции. В 1988 году газонаполнительные станции были переименованы в газораздаточные.

### Начало 1990-х — настоящее время
За переходом страны к рыночной экономике последовала реформа газораспределительной системы, в рамках которой Пушкинская ГРС была реорганизована в одноимённое общество с ограниченной ответственностью. Несмотря на экономические трудности, станция продолжила работу, прошла модернизацию и к середине 90-х годов поддерживала пункты обмена баллонов в посёлках городского типа Клязьма и Заветы Ильича (с 2003 года — микрорайоны Пушкино), Нахабино, Румянцево, Алабушево, а также в Лобне, Зеленограде и Солнечногорске.
Впоследствии «Мособлгаз» продал станцию частной компании. После смены нескольких владельцев, в 2012 году собственником станции стала компания «Гранд», которая провела реконструкцию предприятия в 2012—2014 годах и увеличила объём хранилища сжиженного газа с 475 до 600 тонн. К 2014 году основным поставщиком сжиженного газа на станцию стали предприятия «Лукойла», покупателями — компании, снабжающие автомобильные заправочные станции и занимающиеся автономной газификацией или заправкой газгольдеров в Московской области. На территории ГНС работает собственная автомобильная газозаправочная станция.